# Records management
Records management é uma tecnologia de Gerenciamento Eletrônico de Documentos, ou GED, onde são gerenciados o ciclo de vida dos documentos, desde sua criação até a guarda permanente ou expurgo.
O RM é comumente associado ao conceito de archiving, onde empresas especializadas em guarda de documentos, as chamadas warehouses, fazem o controle de movimentação e expurgo dos documentos. Para garantir a correta utilização dos documentos, é implementado o conceito de Tabela de Temporalidade Documental, ou TTD, onde são definidos os períodos de vida de cada documento.